# Panna cotta

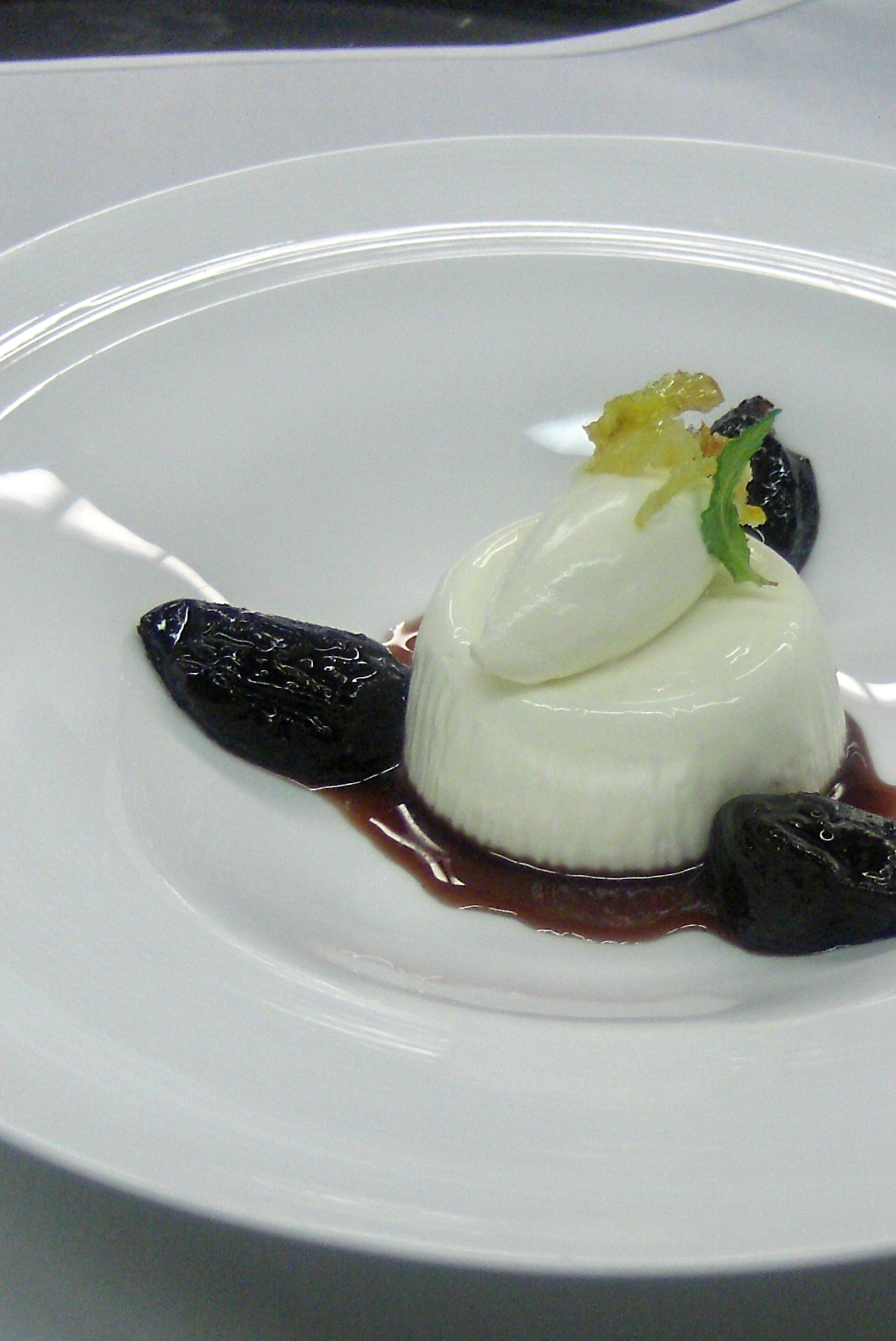
Panna cotta

Panna cotta eller pannacotta (efter italienska panna cotta, ’kokt grädde’) är en norditaliensk puddingdessert. Den motsvarar en pudding där ägg ersatts av gelatin.
Man gör den genom att låta en blandning av grädde, mjölk, socker, vanilj och gelatin sjuda och sedan svalna och stelna i formar. Den serveras ofta tillsammans med bär eller frukt. Man kan lätt variera smaken med olika smaksättningar som till exempel saffran, kanel, kardemumma, kaffe, kokos, vanilj, kakao eller honung. Man kan göra fettsnålare varianter av panna cotta med kesella eller matlagningsgrädde.

## Galleri

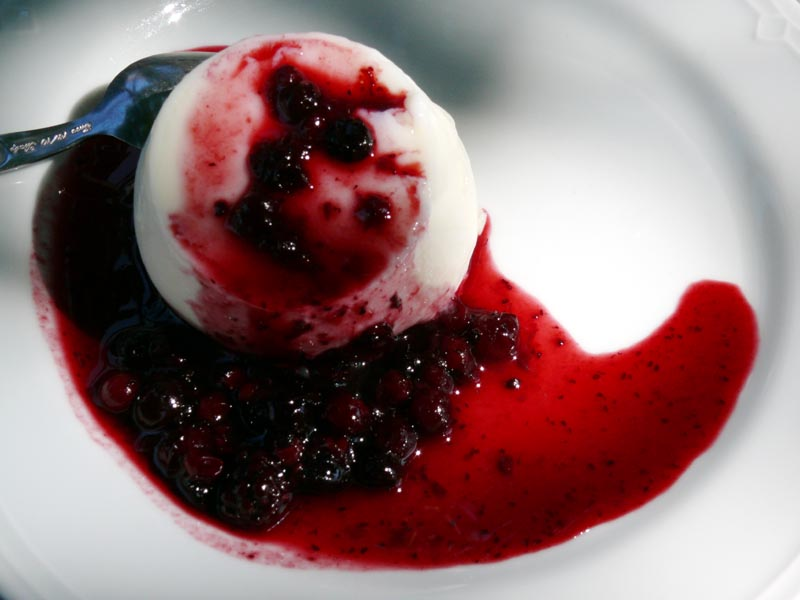
Panna cotta med björnbärssås.
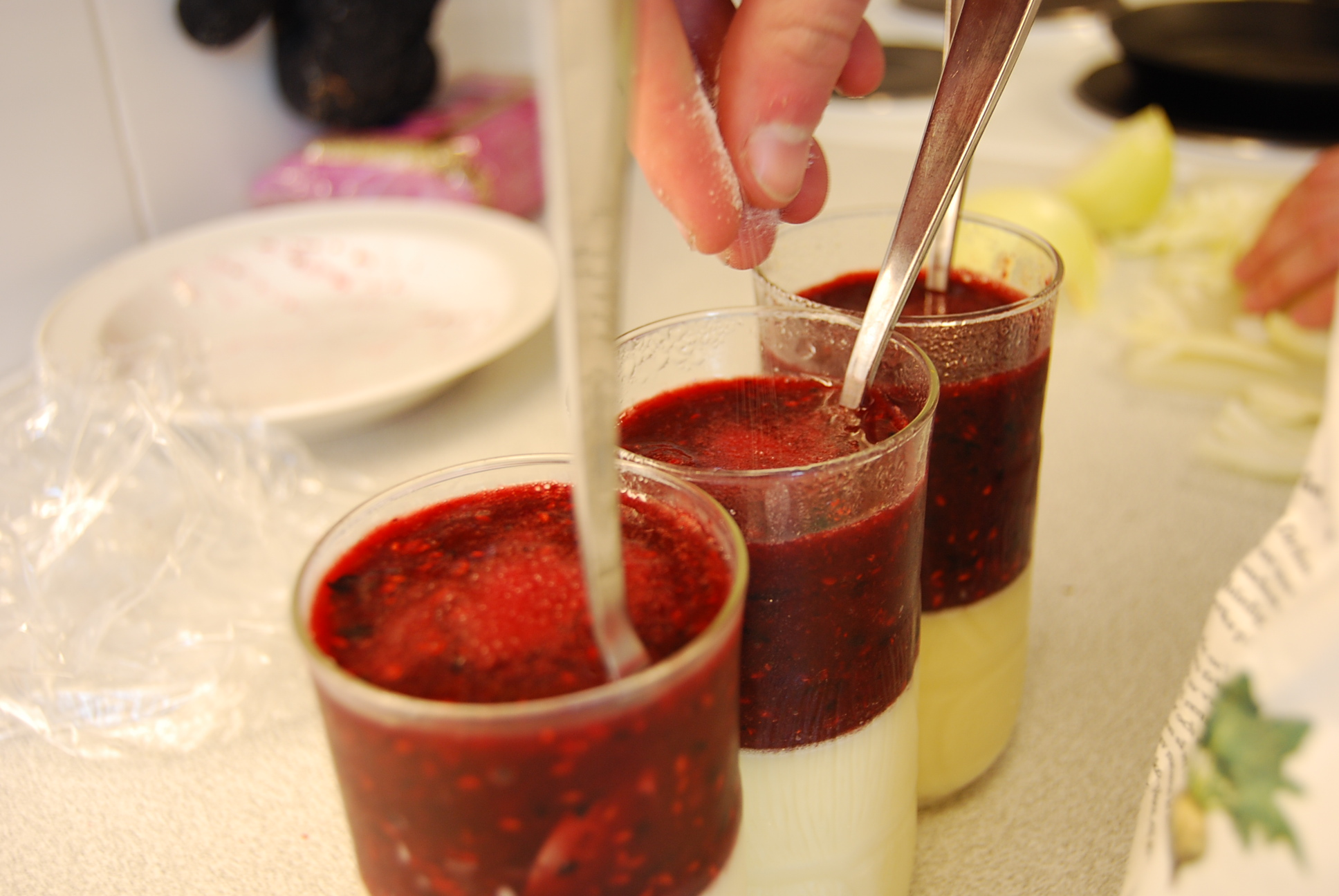
Panna cotta med jordgubbar och blåbär.
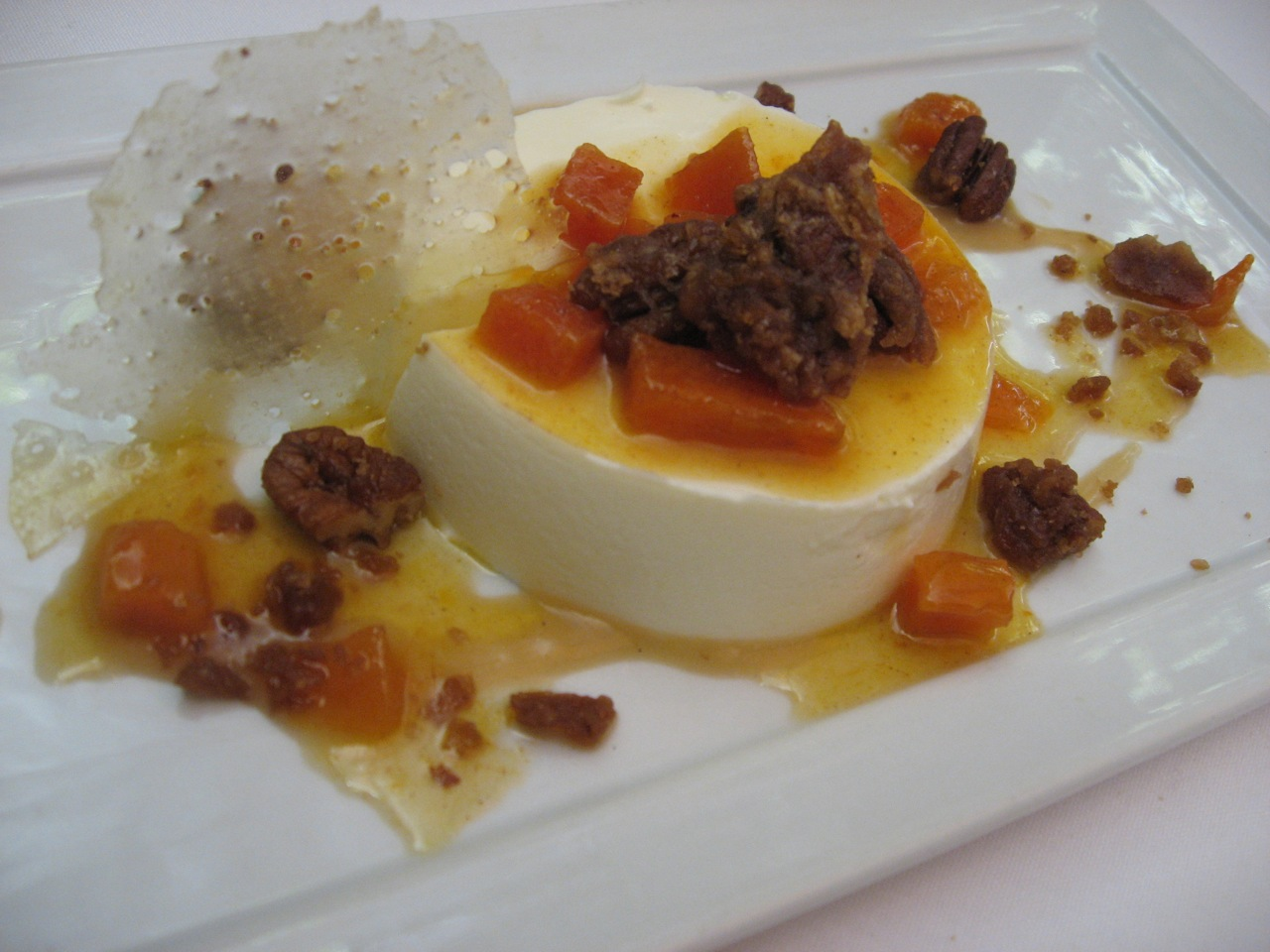
Panna cotta med persimonfrukt och pekannötter.
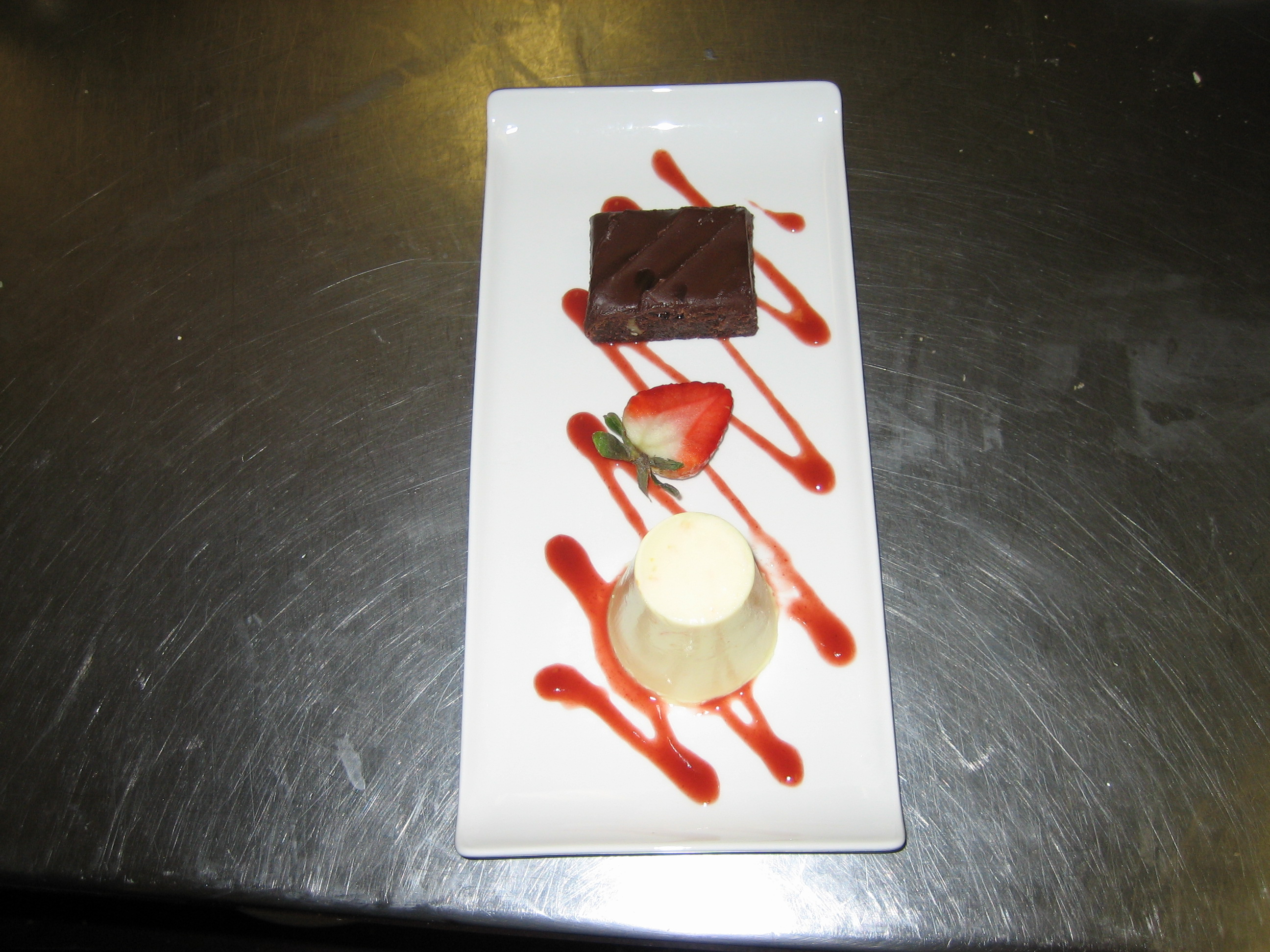
Panna cotta med valnötsbrownie och jordgubbsrippel.